# Andorra op het Eurovisiesongfestival 2004
Andorra nam deel aan het  Eurovisiesongfestival 2004, gehouden in Istanboel, Turkije. Het was het debuut van het land op het Eurovisiesongfestival. RTVA was verantwoordelijk voor de Andorrese bijdrage voor de editie van 2004.

## Selectieprocedure
In 2004 nam Andorra voor het eerst deel aan het Eurovisiesongfestival, en voor die gelegenheid werd een uitgebreide preselectie georganiseerd. Veertig Andorrezen wilden voor hun land deelnemen, twee mochten deelnemen aan de nationale voorronde. De twee gelukkigen waren Marta Roure en Bis a Bis. De eerste zes weken mochten de twee telkens een nummer zingen, waarna het publiek één nummer doorstuurde naar de halve finales. In die halve finales zong Marta Roure een nummer, vervolgens Bis a Bis, om te besluiten met een duet. De finale ging tussen Jugarem a estimar-nos van Marta Roure en Terra van Bis a Bis. Uiteindelijk werd Marta Roure uitgekozen als eerste Andorrese artiest ooit op het Eurovisiesongfestival.

## In Istanboel
In 2004 werd voor het eerst een halve finale georganiseerd op het Eurovisiesongfestival. Mede dankzij deze reglementswijziging konden er opeens veel meer landen deelnemen aan het festival en kon Andorra dus debuteren. Andorra moest wel eerst deelnemen aan de halve finale. Andorra was als achtste van 22 deelnemers aan de beurt, net na Israël en voor Portugal. Bij het openen van de enveloppen met gekwalificeerde landen voor de finale, bleek dat Marta Roure niet bij de beste tien was geëindigd. Na afloop van het festival bleek dat Andorra op de achttiende plek was geëindigd, met 12 punten. Opvallend: al deze punten waren afkomstig van buurland Spanje.

### Gekregen punten

#### Halve finale
| 12 punten | 10 punten | 8 punten | 7 punten | 6 punten |
| --------- | --------- | -------- | -------- | -------- |
| - Spanje  |           |          |          |          |
| 5 punten  | 4 punten  | 3 punten | 2 punten | 1 punt   |
|           |           |          |          |          |

### Punten gegeven door Andorra

#### Halve finale
Punten gegeven in de halve finale:
| 12 punten | Portugal             |
| 10 punten | Oekraïne             |
| 8 punten  | Griekenland          |
| 7 punten  | Nederland            |
| 6 punten  | Albanië              |
| 5 punten  | Malta                |
| 4 punten  | Monaco               |
| 3 punten  | Israël               |
| 2 punten  | Cyprus               |
| 1 punt    | Servië en Montenegro |

#### Finale
Punten gegeven in de finale:
| 12 punten | Spanje               |
| 10 punten | Oekraïne             |
| 8 punten  | Griekenland          |
| 7 punten  | Frankrijk            |
| 6 punten  | Malta                |
| 5 punten  | Zweden               |
| 4 punten  | Cyprus               |
| 3 punten  | Turkije              |
| 2 punten  | Servië en Montenegro |
| 1 punt    | België               |